# Halichoeres leucurus
Halichoeres leucurus es una especie de peces de la familia Labridae en el orden de los Perciformes.

## Morfología
Los machos pueden llegar alcanzar los 13 cm de longitud total.

## Distribución geográfica
Se encuentra desde las Filipinas hasta Nueva Guinea, la isla de Flores (Indonesia) y República de Palau (Micronesia).